# Pływanie na Letnich Igrzyskach Olimpijskich 1988 – 400 m stylem zmiennym kobiet
400 m stylem zmiennym kobiet – jedna z konkurencji pływackich, które odbyły się podczas XXIV Igrzysk Olimpijskich w Seulu. Eliminacje miały miejsce 18 września, a finały 19 września 1988 roku.
Mistrzynią olimpijską została Amerykanka Janet Evans, która czasem 4:37,76 pobiła rekord swojego kraju. Srebrny medal zdobyła Rumunka Noemi Lung (4:39,46), wyprzedzając o 0,3 s reprezentantkę NRD Danielę Hunger (4:39,76).

## Rekordy
Przed zawodami rekord świata i rekord olimpijski wyglądały następująco:
| Rekord            | Zawodniczka     | Czas    | Miejsce   | Data            |
| ----------------- | --------------- | ------- | --------- | --------------- |
| Rekord świata     | Petra Schneider | 4:36,10 | Guayaquil | 1 sierpnia 1982 |
| Rekord olimpijski | Petra Schneider | 4:36,29 | Moskwa    | 26 lipca 1980   |

## Wyniki

### Eliminacje
Najszybsze osiem zawodniczek zakwalifikowało się do finału A (Q), a kolejne osiem do finału B (q).
| Miejsce | Wyścig | Zawodniczka            | Państwo           | Czas      | Uwagi |
| ------- | ------ | ---------------------- | ----------------- | --------- | ----- |
| 1.      | 3      | Noemi Lung             | Rumunia           | 4:41,96   | Q     |
| 2.      | 3      | Kathleen Nord          | NRD               | 4:42,92   | Q     |
| 3.      | 4      | Janet Evans            | Stany Zjednoczone | 4:43,04   | Q     |
| 4.      | 3      | Jodie Clatworthy       | Australia         | 4:44,26   | Q,    |
| 5.      | 4      | Daniela Hunger         | NRD               | 4:44,85   | Q     |
| 6.      | 3      | Jelena Diendiebierowa  | ZSRR              | 4:46,63   | Q     |
| 7.      | 2      | Donna Procter          | Australia         | 4:47,57   | Q     |
| 8.      | 3      | Lin Li                 | Chiny             | 4:48,89   | Q     |
| 9.      | 2      | Yan Ming               | Chiny             | 4:49,04   | q     |
| 10.     | 4      | Roberta Felotti        | Włochy            | 4:49,20   | q     |
| 11.     | 2      | Erika Hansen           | Stany Zjednoczone | 4:50,03   | q     |
| 12.     | 2      | Antoaneta Strumenliewa | Bułgaria          | 4:51,58   | q     |
| 13.     | 2      | Christine Magnier      | Francja           | 4:51,91   | q     |
| 14.     | 3      | Birgit Lohberg-Schulz  | RFN               | 4:52,05   | q     |
| 15.     | 2      | Anette Philipsson      | Szwecja           | 4:53,58   | q     |
| 16.     | 2      | Annette Poulsen        | Dania             | 4:54,01   | q     |
| 17.     | 4      | Anamarija Petričević   | Jugosławia        | 4:54,17   |       |
| 18.     | 4      | Suki Brownsdon         | Wielka Brytania   | 4:54,66   |       |
| 19.     | 4      | Yoshie Nishioka        | Japonia           | 4:55,31   |       |
| 20.     | 3      | Marianne Muis          | Holandia          | 4:56,31   |       |
| 21.     | 3      | Mildred Muis           | Holandia          | 4:56,89   |       |
| 22.     | 4      | Irene Dalby            | Norwegia          | 4:58,14   |       |
| 23.     | 1      | Hiroyo Harada          | Japonia           | 5:00,92   |       |
| 24.     | 2      | Tracey Atkin           | Wielka Brytania   | 5:01,34   |       |
| 25.     | 1      | Michelle Smith         | Irlandia          | 5:01,84   |       |
| 26.     | 1      | Marlene Bruten         | Meksyk            | 5:03,69   |       |
| 27.     | 1      | Chang Hui-chien        | Chińskie Tajpej   | 5:13,20   |       |
| 28.     | 1      | Valentina Aracil       | Argentyna         | 5:19,17   |       |
| 29.     | 1      | Annemarie Munk         | Hongkong          | 5:24,11   |       |
| 30.     | 1      | Kimberly Chen          | Chińskie Tajpej   | 5:28,15   |       |
| 31 !    | 4      | Julija Bogaczewa       | ZSRR              | 9:99,99 ! | DNS   |

### Finały

#### Finał B
| Miejsce | Tor | Zawodniczka            | Państwo           | Czas    | Uwagi |
| ------- | --- | ---------------------- | ----------------- | ------- | ----- |
| 1.      | 5   | Roberta Felotti        | Włochy            | 4:49,53 |       |
| 2.      | 7   | Birgit Lohberg-Schulz  | RFN               | 4:50,54 |       |
| 3.      | 3   | Erika Hansen           | Stany Zjednoczone | 4:51,93 |       |
| 4.      | 6   | Antoaneta Strumenliewa | Bułgaria          | 4:52,33 |       |
| 5.      | 1   | Anette Philipsson      | Szwecja           | 4:52,77 |       |
| 6.      | 2   | Christine Magnier      | Francja           | 4:53,29 |       |
| 7.      | 8   | Annette Poulsen        | Dania             | 4:54,40 |       |
| 8.      | 4   | Yan Ming               | Chiny             | 4:55,92 |       |

#### Finał A
| Miejsce | Tor | Zawodniczka           | Państwo           | Czas    | Uwagi |
| ------- | --- | --------------------- | ----------------- | ------- | ----- |
| 1 !     | 3   | Janet Evans           | Stany Zjednoczone | 4:37,76 | NR    |
| 2 !     | 4   | Noemi Lung            | Rumunia           | 4:39,46 |       |
| 3 !     | 2   | Daniela Hunger        | NRD               | 4:39,76 |       |
| 4.      | 7   | Jelena Diendiebierowa | ZSRR              | 4:40,44 |       |
| 5.      | 5   | Kathleen Nord         | NRD               | 4:41,64 |       |
| 6.      | 6   | Jodie Clatworthy      | Australia         | 4:45,86 |       |
| 7.      | 8   | Lin Li                | Chiny             | 4:47,05 |       |
| 8.      | 1   | Donna Procter         | Australia         | 4:47,51 |       |